# Debates religiosos sobre a série Harry Potter
Os debates religiosos sobre Harry Potter (série de livros escritos por J. K. Rowling) derivam em grande parte das afirmações que os romances de Harry Potter conteriam sub-textos ocultistas e satanistas. Essa oposição vem de ramos das religiões abraâmicas, principalmente de alguns grupos cristãos protestantes, católicos, e ortodoxos, além dos judeus e muçulmanos xiitas e sunitas, que também argumentam contra a série.
Nos Estados Unidos, o apelo para que os livros sejam banidos das escolas tem levado a vários debates legais, os que defendem tal banimento usam como base o fundamento de que a feitiçaria é uma religião reconhecida pelo governo e que permitir que os livros sejam usados nas escolas públicas violaria a Separação entre a Igreja e o Estado. A oposição religiosa tem também emergido em outras nações. As igrejas ortodoxas da Grécia e Bulgária têm campanha contra a série, e membros do Vaticano têm manifestado sua oposição. Os livros foram banidos das escolas privadas no Emirados Árabes Unidos e criticados pelo Estado iraniano de gerência imprensa.
As respostas a estas alegações vêm de vários lados. Defensores da série afirmam que a magia de Harry Potter tem pouca semelhança com as magias da vida real do ocultismo ou da bruxaria, e que nos livros tal magia se aproxima mais a magia de Cinderela, Branca de Neve e outros contos de fadas, e também se aproxima das obras de C. S. Lewis e J. R. R. Tolkien, ambos autores frequentemente apoiada por cristãos. Longe de promover uma religião particular, alguns argumentam, os romances de Harry Potter saem de seu caminho para evitar discutir religião. No entanto, a autora dos livros, JK Rowling, descreve-se como uma cristã praticante, e muitos têm observado várias referências cristãs que ela incluiu no final do romance de Harry Potter, Harry Potter and the Deathly Hallows.
Mas as respostas religiosas à Harry Potter não são exclusivamente negativas. "Pelo menos tanto como eles foram atacados a partir de um ponto de vista teológico", observa Rowling, "[os livros] foram louvados e levados ao púlpito, e, muito mais interessante e gratificante para mim, tal aconteceu em diversas confissões."

## Cristianismo

### Protestantismo
Grande parte da crítica vem de grupos evangélicos cristãos, especialmente de grupos com tendências fundamentalistas, que consideram que as alegorias pagãs da série são perigosas para os seus filhos. Paul Hetrick, porta-voz da Focus on the Family, apresentou as razões da sua oposição à série: "[Ela Contêm] algumas poderosos e valiosas lições sobre o amor, a coragem e a derradeira vitória do bem sobre o mal; no entanto, as mensagens positivas são embaladas em um meio – a feitiçaria – que está diretamente denunciada nas escrituras." Por causa disso, os livros de Harry Potter foram objeto de, pelo menos, três queima de livros. Continuando na mesma linha de raciocínio, em 2002, a produtora Chick Publications produziu uma revista em quadrinhos intitulada "O Feiticeiro Nervoso" onde declarou que "os livros de Harry Potter abriram uma porta que vai colocar milhões de crianças no inferno".
Uma afirmação comum entre os fundamentalistas cristãos é que Harry Potter promove a religião Wicca, e que portanto mantê-los nas escolas públicas violaria a Separação entre a Igreja e o Estado. Na sua resposta ao caso Laura Mallory, a advogada Victoria Sweeny disse que se as escolas tivessem que remover todos os livros contendo referência a bruxas, teriam de proibir Macbeth e Cinderela.
Jeremiah Films, uma empresa cristã de vídeos (conhecida pelas suas Crônicas Clinton), também publicou um DVD intitulado Harry Potter: Witchcraft Repackaged, onde se afirma que "No mundo de Harry diz-se que beber sangue de um animal morto dá poder, que um sacrifício humano satânico e o sangue do poderoso Harry trazem vida nova, que a possessão demoníaca não é espiritualmente perigosa, e que passar através do fogo, entrar em contato com os mortos, conversar com fantasmas, com outros seres espirituais, e mais, é normal e aceitável".
Em 2001, a jornalista evangélica Richard Abanes, que escreveu vários livros argumentando contra cultos, novas religiões, e Mormonismo, publicou um texto polêmico que fez acusações semelhantes ao vídeo Harry Potter and the Bible: The Menace Behind the Magick. Edições mais tardias incorporaram comparações e contrastes entre Harry Potter e as obras de C. S. Lewis e J. R. R. Tolkien. Em uma entrevista na CBN.com, Abanes comentou que "uma das formas mais fácies de saber se uma fábula, livro ou filme tem implicações mágicas no mundo real é apenas se fazer uma pergunta simples: "O meu filho pode encontrar informações em uma biblioteca ou livraria que lhe permita replicar o que está vendo no filme ou livro? Se você for até as Crônicas de Nárnia ou O Senhor dos Anéis o que você vê não é real. Você não pode replicá-la. Mas se você for para algo como Harry Potter, você pode encontrar referências a astrologia, clarividência, e numerologia. Se fizer um exame de segundos em uma livraria ou biblioteca, poderá obter livros sobre isso e começar a investigar, pesquisar, e fazer".
Estes medos religiosos têm inspirado pelo menos duas lendas urbanas pela Internet, ambas inspiradas por sátiras involuntariamente levadas a sério. Em 2001, The Onion, um jornal americano que satiriza os fenômenos da cultura pop, escreveu um artigo intitulado "Harry Potter incentiva aumento do Satanismo entre Crianças" onde disse, com ironia implícita, que o "sumo sacerdote de Satanismo" havia descrito Harry Potter como "uma absoluta bênção à nossa causa". Independente, este artigo foi copiado em uma corrente e difundidos entre os cristãos como "prova" de seus pontos de vista. No ano seguinte, o diário canadenses de direita National Post publicou um artigo semelhante em sua coluna satírica, Post Morten, dizendo que "Rowling – ou, como ela deve ser doravante referidos e creditado como, Sra. J. K. Satan – disse como ela sentou em um café num dia cinzento, imaginando o que fazer com a sua vida vazia, então pensou: "Eu vou dar-me, corpo e alma, ao Mestre das Trevas. E, em contrapartida, ele vai dar-me uma riqueza absurda e poder sobre os fracos e miseráveis do mundo. E o fez!" Este artigo também foi copiado em uma corrente e divulgado comoverdade pela web.
Enquanto alguns cristãos evangélicos consideram Harry Potter relacionado com o Satanismo, uma pesquisa indicou que esta posição continua a ser uma opinião minoritária; sete por cento dos americanos que tenham ouvido falar dos livros têm uma visão negativa deles, enquanto 52 por cento tem um parecer positivo, e os 41 por cento restantes se declaração inseguros. Isto comparado com os 33 por cento dos americanos que se identificam como evangélicos e com os 39 por cento dos que tomam a Bíblia literalmente.
Alguns evangélicos estão ao lado dos livros de Harry Potter: o autor evangélico Connie Neal, em seus livros, What's a Christian to Do with Harry Potter? (O que um cristão deve fazer com Harry Potter?), The Gospel According to Harry Potter (O Evangelho Segundo Harry Potter), e Wizards, Wardrobes, and Wookiees: Navigating Good and Evil in Harry Potter, Narnia, and Star Wars (Feiticeiros, Guarda-roupas e Wookiees: Navegando entre o bem e o mal em Harry Potter, Nárnia, e Star Wars), escreveu que os livros pregam valores cristãos e podem ser usados para educar as crianças em princípios cristãos. Mike Hertenstein da Cornerstone Magazine, em seu artigo "Harry Potter vs the Muggles, Myth, Magic & Joy", utiliza o termo ''muggles, utilizado nos livros para descrever os humanos que não são mágicos, para descrever os cristãos sem imaginação.
Christianity Today publicou um editorial a favor dos livros em janeiro de 2000, chamando a série de Livros das Virtudes e que, embora a "moderna feitiçaria seja uma falsa e sedutora religião, da qual temos de proteger os nossos filhos", isto não representa o livros de Harry Potter, que têm "maravilhosos exemplos de compaixão, lealdade, coragem, amizade, e até mesmo autossacrifício". No mesmo ano, porém, Jacqui Komschlies escreveu um artigo na mesma revista comparando Harry Potter com "veneno para ratos misturado com refrigerante de laranja", e disse: "Estamos tirando algo mortal do nosso mundo e transformando-o no que alguns estão chamando de 'um mero dispositivo literário'". A revista Adventist Review também tem diversos artigos publicados desde 2001 para resolver a controvérsia.

### Catolicismo
O Vaticano não tomou nenhuma posição oficial sobre os livros. No entanto, vários funcionários da Cúria romana, a hierarquia, e outros órgãos oficiais têm apresentado várias opiniões sobre o assunto.
Desde 2001, o cardeal George Pell, Arcebispo de Sydney, ocasionalmente escreveu sobre a série Harry Potter em sua coluna regular no The Dialy Telegraph. Na coluna, o cardeal Pell declarou-se um fã dos livros e filmes e elogiou a série por promover a leitura entre crianças, e por exibir valores que são "profundamente compatíveis com o Cristianismo". Pell também manifestou sua dúvida de que a atual popularidade da série possa ser capaz de continuar no futuro.
Em 2003, Frei Peter Fleetwood, um padre incardinado da Arquidiocese de Liverpool que na época servia como funcionário do Pontifício Conselho para a Cultura, fez observações de apoio aos romances durante uma conferência de imprensa que anunciava o lançamento de Jesus Christ the Bearer of the Water of Life—A Christian reflection on the "New Age" (Jesus Cristo a fonte da Água da Vida - Uma reflexão cristã sobre a "Nova Era"). Em resposta a uma pergunta que questionava se a magia apresentado na série Harry Potter devem ser considerados sob a mesma luz de algumas práticas do Nova Era alertadas no documento, Fleetwood declarou: "Se eu compreendi bem, a intenção da autora de Harry Potter é ajudar as crianças a ver a diferença entre o bem e o mal. E ela é muito clara sobre este assunto." Ele acrescentou que Rowling é "cristã por convicção, é cristã no seu modo de vida, e até mesmo na sua forma de escrever". Este comentário foi recebido pela mídia como um endosso dos romances pela Igreja Católica, e, por extensão, do Papa (nessa altura, João Paulo II), no entanto, não há indícios de que o Papa tenha aprovados os romances oficialmente.
Ainda em 2003, o Prefeito da Congregação para a Doutrina da Fé, o Cardeal Joseph Ratzinger - que mais tarde se tornou Bento XVI - recebeu um manuscrito de um livro crítico aos romances de uma escritora alemão. Ele declarou em uma carta privada a sua gratidão pela recepção do livro, e disse: "É bom que você esclareça às pessoas sobre Harry Potter, porque eles são seduções sutis, que agem despercebidos e por isto podem distorcer o cristianismo na sua alma, antes que cresça adequadamente para ser percebido." Ele também recomendou que ela enviasse uma cópia do seu livro para Fleetwood no Conselho de Cultura. Em uma segunda carta, o cardeal deu a autora permissão para tornar a sua primeira carta pública. Estas cartas de Ratzinger antes da sua elevação ao papado têm sido utilizados para sugerir que o novo pontífice é oficialmente contra os romances.
Críticas aos livros também vem de um dos exorcistas oficiais da arquidiocese de Roma, Frei Gabriele Amorth, que acredita que, "Por trás dos livros de Harry Potter esconde-se a assinatura do rei das trevas, o diabo." Ele ainda disse ao Daily Mail que os livros fazem uma falsa distinção entre magia negra e magia branca, enquanto, na realidade, a distinção "não existe, porque magia é sempre voltada ao diabo". Amorth acredita que os livros podem ser uma má influência sobre as crianças por deixa-las interessadas no ocultismo.
Antes do lançamento de Harry Potter and the Half Blood Prince, em 2005, monsenhor Fleetwood, então servindo com o Conselho Europeu das Conferências Episcopais, deu uma entrevista à Rádio Vaticano. Nesta entrevista, Fleetwood reafirmou o seu parecer positivo dos livros, e comentou em seguida que as cartas do cardeal Ratzinger poderiam ter sido escritas por um membro da sua congregação pessoal e terem sido apenas assinadas por ele. Ele também afirmou que as suas opiniões e as de Amorth são apenas isso, opiniões pessoais conflitantes pessoais de sacerdotes.
O jornal do Vaticano, L'Osservatore Romano, dedicou uma página inteira ao debate na sua edição de 14 - 15 de janeiro de 2008. O ensaísta Paolo Gulisano disse que os livros de Harry Potter dão aulas sobre a importância do amor e do autossacrifício, e o professor Edoardo Rialti disse que ensinam que com o conhecimento secreto pode-se controlar aos outros e as forças da natureza e concordou com a carta do papa de 2003.
Com respeito às adaptações para o cinema, o Instituto de Cinema e Radiodifusão da Conferência dos Bispos Católicos dos Estados Unidos tem avaliado cada filme como "A-II", que significa que o conteúdo é apropriado para adultos e adolescentes e que não foi classificado como moralmente ofensivo. E a conferência episcopal ainda classificou a adaptação de Harry Potter e o Prisioneiro de Azkaban um dos 10 melhores filmes familiares de 2004.

### Ortodoxos
Em 2002, as autoridades da Metrópole de Didimoteico [ru] (Grécia) emitiram uma declaração denunciando os livros de Harry Potter como satânicos, afirmando que eles "familiarizam as pessoas com o mal, com a feitiçaria, o ocultismo e a demonologia". A declaração também criticou as supostas semelhanças entre Harry Potter e Jesus, dizendo: "Não há duvidas de que Harry foi criado para assemelhar-se a um jovem salvador. Desde o seu nascimento as pessoas tentam matá-lo, ele está sempre sujeito a injustiça, mas sempre é protegido de forma sobrenatural e prevalece para salvar outros. Vamos refletir, quem mais… foi tratado tão injustamente a não ser Deus? "
Em junho de 2004, logo após um búlgaro, Stanislav Ianevski, ter entrado em cartaz por representar o personagem Viktor Krum na adaptação cinematográfica de Harry Potter e o Cálice de Fogo, a Igreja Ortodoxa búlgara publicou uma entrevista de primeira página em seu jornal oficial, afirmando que "mágica não é uma brincadeira de crianças", e que o santo Sínodo tinha avisado que uma igreja em Sofia tinha uma liturgia especial todas as quintas-feiras para curar aqueles atingidos por feitiços ou possuído por espíritos malignos. Panfletos foram afixados por toda a cidade, alegando que recitar um feitiço de Harry Potter "é como se você estivesse orando para o diabo", e que "Deus odeia mágica".
No entanto, o apologista ortodoxo russo, diácono Andrei Kuraev argumentou em 2003 no seu livro Harry Potter na Igreja: Entre um anatéma e um sorriso que os livros Harry Potter não são perigosos. Seus argumentos incluem as similaridades dos livros com contos de fadas tradicionais e clássicos literários, como a Ilíada, que ninguém chama de "satânicos", a diferença entre os livros de magia e as práticas reais do ocultismo, e a presença de valores cristãos, como a humildade, o amor, o sacrifício e a escolha do certo sobre o fácil. Ele cita outros padres ortodoxos notáveis e oficiais da igreja, como Kozlov Pravdoliubov, para apoiar a sua posição.
O acadêmico, escritor e cristão ortodoxo americano John Granger analisou a literatura de uma forma positiva. Granger, um cristão classicista, tem defendido os livros em seu livro, Looking for God in Harry Potter (Procurando Deus em Harry Potter). Granger argumenta que os livros não promovem o ocultismo porque nenhum das mágicas é baseada na convocação de qualquer espécie de demônio ou espírito, Ele contrasta a magia invocacional ocultista (chamar por espíritos para que eles façam a sua vontade), com a magia invocacional da literatura comum (dizer uma frase para usar o poder de uma fonte indeterminado). Na verdade, diz Granger, os temas de amor triunfante sobre a morte e escolha do que é certo ao invés do mais fácil são muito compatíveis com o Cristianismo.

### Anglicanismo
Em 2000, o decano da Catedral de Canterbury recusou-se a permitir que a sua igreja fosse filmada como parte de Hogwarts em um filme da série Harry Potter, dizendo que era inadimissível para uma igreja cristã ser utilizada para promover o imaginário pagão. A Catedral de Gloucester concordou em assumir o seu lugar, o decano de Gloucester, o reverendíssimo Nicholas Bury, admitiu a ser um fã dos livros; "Eu acho que os livros são uma maravilhosa história infantil e eles [os livros] foram excelentemente escritos. Também são divertidos, emocionantes e salubres, e é exatamente o tipo de história que famílias devem ser incentivadas a ler." A decisão ainda resultou em muitas cartas irritadas ao Cidadão de Gloucester. Um capelão honorário disse: "Ah, sim, houve um grande trabalho a ser feito. Houve um homem especial, muito evangélico, que nos escreveu para queixar-se e dizer que não era certo tais coisas acontecerem. Penso que não foi tanto o assunto do filme, mas o fato de filmagem ter acontecido como um todo".
O então arcebispo da Cantuária George Carey fez observações positivas sobre o filme Harry Potter e a Pedra Filosofal em sua mensagem de Ano Novo de 2002, dizendo que era "muito divertido", e que o filme faz "algumas questões muito reais" sobre os valores morais.
Em junho de 2007, a Igreja Anglicana publicou Mixing it up with Harry Potter (Misturando-se com Harry Potter), um livro de 48 páginas destinados a ensinar a fé para crianças de 9 a 13 utilizando-se dos romances da série. O autor do livro, Owen Smith afirmou que, "Estas sessões traçam paralelos entre eventos no mundo de Harry e seus amigos, e o mundo que estamos tentando proclamar com o evangelho para as crianças... Ao dizer, e alguns dizem, que esses livros levam as crianças a se envolverem com o ocultismo, me parece que estão tentando demonizar J.K. Rowling e que estão subestimando a habilidade das crianças e dos jovens para separar o real do imaginário."

## Islão
Embora a oposição à série de livros por motivos religiosos venha principalmente de cristãos, um certo número de islâmicos têm argumentado que o tema mágico dos livros gera um conflito com ensinamentos islâmicos. Uma série de "fatwas on-line" tem sido incitados pelos imames contra Harry Potter, descrevendo-o como não-islâmico.
Em 2002, os livros foram proibidos nas escolas em todo os Emirados Árabes Unidos. De acordo com um porta-voz do ministério da educação, os elementos de fantasia e mágica dos livros são contrários aos valores islâmicos. Apesar de serem proibidos nas escolas dos Emirados, não há planos para proibi-los das livrarias do país.
Em agosto de 2007, a polícia de Karachi, Paquistão descobriu e desarmou um carro-bomba situado fora de um centro comercial onde, horas mais tarde, o último romance Harry Potter havia sido programado para ir à venda. O lançamento do livro foi adiado em função disto. O superintendente da polícia local comentou que "Nós não sabemos até agora se o alvo do bombardeio era o lançamento do livro, mas a ligação não pode ser excluída."
Enquanto os livros de Harry Potter estão disponíveis para venda no Irã, o editorial da edição de 26 de julho de 2007 do jornal estatal Kayhan, que tem laços com o Supremo líder do Irã, o Ayatolá Ali Khamenei, criticou o Ministério da Cultura e Orientação Islâmica do Irã por aprovar a distribuição do romance final de Harry Potter. O editorial alegou que o livro "inclui palavras e frases destrutivos que se opõem aos valores [da República Islâmica]", e que a segurança nos aeroportos não tinha "[confiança] no editor americano e britânico, que tem colaboradores sionistas, como a Warner Bros". O editorial descreve o livro como "um projeto sionista" e alegou que os "sionistas haviam gasto bilhões de dólares" com ele.

## Judaísmo
Muitos rabinos proeminentes têm descrito os livros de Harry Potter como "uma força para o bem". Em 2005, uma conferência na Universidade de Reading debateu se Harry Potter tinha uma "yiddishe neshama", ou alma judia. O rabino chefe da Comunidade das Nações, Jonathan Sacks, afirma que, em "uma sociedade em que os adolescentes são precocemente adultos, e os adultos são permanentemente adolescentes", Harry Potter tem "regenerado o reino da infância, provando que você não tem que regredir para encantar".
A decisão de divulgar o volume final da série Harry Potter, Harry Potter and the Deathly Hallows, em Israel as duas horas da manhã de um sábado irritou muitos rabinos de Israel, pois ela ocorreu durante o Sabá judeu, um dia que não é destinado a negociações comerciais.

## Os Desafios da série
A inclusão dos livros nas escolas públicas e bibliotecas tem sido frequentemente contestada por seu enfoque sobre a magia, particularmente nos Estados Unidos, onde foi classificado em sétimo na lista dos livros mais contestados em bibliotecas americanas entre 1990 e 2000, apesar de só ter sido publicado inicialmente nos Estados Unidos em 1998. Em 1999, os livros da série foram desafiados 23 vezes em 13 estados. De acordo com a American Library Association (ALA), eles são os livros mais contestados do século XXI.
No entanto, a ALA observa que, em geral, a oposição à Harry Potter nos Estados Unidos parece estar decaindo; já que ficou na lista dos livos mais contestados livros em escolas americanas durante muitos anos, mas desde 2003 não tem aparecido na lista. O comentador humanista Austin Cline atribui este declínio à política de “opt-out” das bibliotecas escolares que permitam aos pais proibir seus filhos de ler livros aos quais não desejam que eles sejam expostos.
A seguir estão listados alguns dos maiores desafios para a série:

### KidSPEAK!
Em 1999, em resposta às denúncias de três pais, o superintendente escolar de Zeeland, Michigan Gary Feenstra restringiu o acesso ao livros de Harry Potter apenas para os alunos cujos pais deram permissão por escrito. Relatórios tardios alegam que os pais estavam preocupados com os temas de magia e feitiçaria dos livros. Em resposta, as crianças começaram a escrever uma abaixo assinado, formaram clubes e organizaram petições, o que foram unidos posteriormente em um site chamado Muggles para Harry Potter. E após o site tomou-se mais abrangente e mudou de nome para kidSPEAK!, ele tornou-se um fórum para as crianças combaterem a censura em geral.

### Bibliotecas públicas de Jacksonville, Florida
Em 2000, o sistema de bibliotecas públicas de Jacksonville, Flórida viu-se confrontado com uma ação do grupo fundamentalista cristão Liberty Counsel depois que eles começaram a entrega do “Certificado Hogwarts” aos jovens leitores que completaram o quarto romance da série Harry Potter, Harry Potter and the Goblet of Fire. Um pai reclamou que "Se eles vão entregar certificados para promover a feitiçaria devem também promover a Bíblia e entregar certificados de justiça". A ação judicial foi evitada após a biblioteca concordar em parar de conceder o certificado.

### Carol Rookwood
Em 2000, Carol Rookwood, a diretora de uma escola em Chatham, Kent, Inglaterra, proibiu os livros na escola dizendo que, "A Bíblia é muito clara e consistente em seus ensinamentos que feiticeiros, demônios e o diabo existem e são muito reais, poderosos e perigosos, e que os filhos de Deus não devem ter nada a ver com eles ". Em resposta, o presidente da Comissão da Igreja Anglicana para Doutrina, Stephen Sykes, disse: "A Igreja tem a posição que essa magia e feitiçaria são contrárias à religião cristã, a senhora Rookwood tem toda a razão. [Mas] às crianças que lêem Harry Potter poderia ser dito para não levarem a bruxaria a sério, e para não aplicar-la a si mesmo".

### Deb DiEugenio
Em 2002, em York, Pensilvânia, uma mãe local, Deb DiEugenio, juntamente com o seu pastor, tentou proibir os livros de serem lidos na escola de sua filha. "É contra a indole da minha filha, é demôniaco, é bruxaria", disse Deb DiEugenio, a mãe de um aluno da sexta série que estuda na Eastern York School District. "Não estou pagando impostos para que ensinem feitiçaria ao meu filho". A junta escolar fez uma eleição e resolveu manter por livros numa votação de 7-2 contra o "bota-fora" dos pais.

### Escola Primária Birkenhead, Auckland
Em julho de 2000, a Escola Primária Birkenhead de Auckland, Nova Zelândia proibiu os romances da série Harry Potter de serem lidos em voz alta pelos professores em sala de aula após reclamações dos pais de que os livros supostamente teriam conteúdo ocultista. No entanto, a proibição foi revogada depois que um certo número de alunos e pais se queixaram.

### Durham School District, Ontario, Canadá
Em 2000, pais cristãos se queixaram à junta escolar da Municipalidade Regional de Durham sobre Harry Potter, e conseguiram que os livros fossem removidos das prateleiras da biblioteca da escola. Os livros foram restabelecidos depois de um clamor público.

### Counts Vs Junta escolar de Cedarville
Em 2003, Billy Ray e Mary Nell Counts, um jovem casal de Cedarville, Arkansas, levaram uma reclamação contra a junta escolar local, em nome da sua filha, para contestar a regra que exige o consentimento por escrito dos pais para ler os livros de Harry Potter". Uma mãe, Angie Haney, tinha solicitado tal regra com o argumento de que os romances "não se baseia em ficção", ao Pastor Mark Hodges, que também era um membro da junta escolar. Um juiz local decidiu que a regra era inconstitucional. A opinião do tribunal pode ser encontrada aqui. A decisão foi citado como precedente em casos posteriores de censura.

### Rosman Publishing
Ainda em 2003, uma mulher russa apresentou acusações contra a editora Rosman Publishing, responsável pela tradução em língua russa dos romances de Harry Potter, dizendo que os livros "incutiram o extremismo religioso e incentivaram estudantes a participar de organizações religiosas satanistas". As provas constataram que não havia motivo para uma ação penal.

### Laura Mallory
Em setembro de 2005, Laura Mallory, uma mãe de quatro filhos, de Loganville, Geórgia tentou proibir os livros de Harry Potter na biblioteca da escola de seus filhos com o argumento de que eles promoveram uma religião, Wicca, e, portanto, mantê-los numa biblioteca de escola pública seria violar a separação entre a Igreja e o Estado. Em seu site, ela afirma, "Harry Potter está sendo utilizado para ensinar e promover Feitiçaria e a Wicca, uma religião reconhecida pelo [governo] dos Estados Unidos, nas nossas escolas, salas de aula, bem como a toda esta geração ". Mallory disse que os livros estão carregados de"temas malignos, feitiçaria, atividade demoníaca, assassinato, sacrificios de sangue a demônios, feitiços e como ensinar as crianças tudo isto." Mallory, que é uma missionária cristã, disse que acreditava os livros incentivou as crianças à prática religiosa da bruxaria ou as tornou Wicca.
Mallory também comentou que ela nunca leu nenhum dos livros da série porque "eles são muitos longos e eu tenho quatro crianças. Eu tenho muito trabalho para fazer e muita coisa para estudar e ler. E acho, honestamente, que seria hipocrisia se eu lesse tais livros".
Após o seu caso ter sido rejeitado pela escola, Mallory o levou à comissão escolar de recursos, mas foi rejeitada novamente. Em 20 de abril de 2006, Mallory levou seu caso à junta escolar de Gwinnett County, mas em 11 de maio eles votaram por unanimidade contra o pedido dela. Em Junho de 2006, Mallory abriu um recurso contra a decisão da junta no Conselho Estadual de Educação do Estado da Geórgia, e seu recurso foi indeferido em dezembro. Em janeiro de 2007, ela ajuizou recurso  junto ao Tribunal Superior; recurso que também foi rejeitado três meses mais tarde. Ela considerou levar o processo ao Tribunal Federal, mas passou o verão seguinte com o marido e os quatro filhos. Ela é agora uma pastora para crianças e jovens, alegando que o seu caso contra Harry Potter inspirou-a a um novo chamado Mallory foi nomeada pelo Washington Post como a "Idiota do Ano" de 2006.

### Sariya Allan
Em julho de 2006, Sariya Allan, um assistente educacional da Escola Primária Durand em Stockwell, Londres, abandonou o seu trabalho depois que ela foi suspensa por recusar-se a escutar um aluno de sete anos ler um livro da série Harry Potter na sala de aula. Pentecostal praticante, ela disse à menina que "não fazia feitiçaria, sob qualquer forma", e que ela seria "anátema" se ouvisse o romance que estava sendo recitado. Allan levou sua disputa com a escola para a Justiça do Trabalho, reclamando de discriminação religiosa e pedido uma indemnização. O advogado da escola alegou que "a sua suspensão foi devido ao seu comportamento obstrutivo que já durava algum tempo. Não foi apenas por esse caso isolado". O caso foi ouvido em junho de 2007, e o tribunal decidiu a favor da escola.

### St. Joseph's School, Wakefield Massachusetts
Em setembro de 2007, o padre Ron Barker da Igreja de São José de Wakefield, Massachusetts recebeu atenção internacional após banir os livros das prateleiras da escola. Segundo o ALA, esta foi a primeira vez que o livro foi proibido em Massachusetts. A Arquidiocese de Boston alegou esta foi uma ação independente, na qual a Igreja não desempenhou nenhum papel. "Pode ser uma grande série, mas para alguns é um veículo para se entrar em algumas práticas ocultistas", disse. "Feitiço e feitiçaria não são temas adequados para uma escola católica e não quero pensar que os pais ou filhos possam aprová-los na nossa biblioteca". Ele alegou suas ações não eram diferentes de proteger as crianças contra uma alergia por amendoim; "O que eu fiz é iniciar uma proibição espiritual à Harry Potter", disse ele.

## Respostas às alegações religiosas
Estes argumentos têm sido contestados tanto por cristãos e quanto por Wiccas, que destacam as diferenças entre a magia da Wicca e a magia de Harry Potter.

### Secularismo
A Wicca é uma religião; seus adeptos retiram seu poder do deus para o qual oram, e Harry Potter não apresenta a magia nesses termos religiosos. Na verdade as práticas religiosas estão ausentes dos livros, embora o Natal, a Páscoa e o Halloween sejam mencionados e o que parece ser um clérigo não denominacional presida tanto o funeral de Dumbledore quanto o casamento dos Weasley. Em sua crítica editorial aos livros, Lindy Beam (membro do grupo Focus on the Family) faz o seguinte comentário: "A culpa espiritual de Harry Potter não é tanto que Rowling esteja brincando com poderes sobrenaturais ocultistas, mas que ela não reconhece quaisquer poderes sobrenaturais no livro. Estas notícias não são alimentadas por feitiçaria, mas pelo secularismo". Os livros de Harry Potter foram louvados pelos ateus e secularistas pela sua perspectiva não-religiosa. Mika LaVaque-Manty do website liberal Left2Right observa, "A religião não desempenha qualquer papel nos livros. Não há igrejas, nem outras instituições religiosas, ninguém reza ou medita, e mesmo os funerais são não-religiosos". Em julho de 2007, escrevendo para a revista Time, Lev Grossman, autor de The Magicians, observou que, "Harry Potter vive em um mundo livre de qualquer religião ou espiritualidade de qualquer tipo. Vive cercado por Fantasmas, mas não tem de rezar para que ninguém, mesmo se ele fosse muito inclinado a isto, o que ele não é. "

### Tratamento de adivinhação
Embora os personagens nos livros ocasionalmente utilizem-se de práticas como a Cristalomancia e a astrologia, estas práticas não são centrais para a religião Wicca e não são exclusivas dos Wiccas. Além disso, os livros tendem a considerar tais práticas muito condescendentes, e a professora da escola de adivinhação é, de acordo com a escritora Christine Schoeffer, "uma nebulosa e estranha charlatã", que é ridicularizada pelos alunos e funcionários. No universo de Harry Potter, segundo Schoeffer, "o conjunto intuitivo e tradicional da roda da fortuna… está desacreditado".

### Definição de feitiçaria/Wicca
Um bom número de pessoas, especialmente praticantes da religião Wicca, têm argumentado que as acusações cristãs "de que os livros promovem feitiçaria são complicadas pelo fato de que sua definição de "feitiçaria" mistura diversas práticas espiritualista que realmente têm pouco em comum. Uma revisão Wicca de Harry Potter: Witchcraft Repackaged criticou as afirmações do livro de que a série Harry Potter promovia a Wicca através de "comunicação com os mortos e com os epíritos do mundo de magia, simbologia oculta, magia negra [e] possessão demoniaca", pois nenhuma dessas práticas fazem parte da crença Wicca. O site religioustolerance.org diz que, em sua análise do livro "The Nervous Witch", que nos quadrinhos a heroína chora porque "ela ficou em "The Craft" (isto é, Wicca)" através dos livros Harry Potter. Queria seus poderes… por isso apelou para espírito guias. Então eles entraram em nós." Na realidade, espíritos guias são alheios à feiticaria dos livros de Harry Potter e não são procurados por praticantes da Wicca. Eles são um fenômeno da New Age".

### Ocultismo vs Fantasia e magia de contos de fadas
Independentemente, declarações como as de Witchcraft Repackaged de que o livro descreve práticas ocultistas reais têm sido severamente criticadas, até por cristãos. O escritor Stephen D. Greydanus escreveu que a magia de Harry Potter não é ritualista, Wicca ou ocultista, mas a mesma "fantasia" praticada nas obras de J.R.R. Tolkien e C. S. Lewis: "Possivelmente alguma coisa no mundo de magia de Rowling é ainda mais enfaticamente imaginária, mais distante das práticas do mundo real do que o de Tolkien ou Lewis, e, como o deles, não apresenta nenhum risco notável de comportamento imitativo direto". O colunista do Christianity Today, Charles Colson, afirmou que a magia em Harry Potter é "puramente mecânica, ao contrário do ocultismo. Ou seja, Harry e seus amigos lançam feitiços, lêem bolas de cristal e transformam-se em animais, mas eles não fazem contato com um mundo sobrenatural. [Não é] o tipo de bruxaria da vida real que a Bíblia condena". Austin Cline observou que "Os livros Harry Potter não são simplesmente sobre como Wicca é praticada atualmente. Rowling pesquisou as práticas Wiccas e incorporou alguns elementos, a fim de dar ao livro um maior ar de realidade, mas ela e Wicca se inspiraram no mesmo tipo de antigas tradições e histórias tão semelhantes são inevitáveis. Isso certamente não é um sinal de que o livro pretende 'doutrinar' as pessoas em Wicca como uma religião".
Em seu livro, John Granger fez uma distinção crítica entre o perigo da mágica invocacional (chamar um espírito) e a feitiçaria de Rowling, na qual a fórmula é feita, e disse que a apresentação dela ao mundo materialista de que existe mais do que o que é visível é um serviço para a causa do evangelismo cristão.
Connie Neal comentou que "há 64 referências a feitiçarias reais nos primeiros quatro livros de Harry Potter, mas você tem que vê-los em contexto para saber que não estão ensinando feitiçaria ou magia. Muitos dos caluniadores que tem lido os livros já tem em sua mente que Harry Potter é mau antes de ler. Eles pegam uma lupa e os livros, usando literatura reducionista para encontrar o que desejam. Você pode pegar A Christmas Carol, de Dickens e fazer a mesma coisa que fizeram com Harry Potter, é ridículo".
Em 2001, Massimo Introvigne, um italiano especialista em movimentos religiosos, criticou o impulso dos fundamentalistas à desconfiar da fantasia. "Os fundamentalistas rejeitam, ou mesmo queimam, todos os produtos da cultura popular contemporânea, porque os seus modos de produção, linguagens e estilos não estão centrados no cristianismo [...] A maioria das crianças entende que magia é de contos de fadas, e que é ficção, não realidade. Se nos negarmos a usar a magia como uma linguagem, teremos que ser fundamentalistas até o amargo fim, ir contra "Mary Poppins", "Peter Pan" e "Bela Adormecida" e insistir em colocar uma burca na Cinderela.

### A reação de Rowling
J.K. Rowling tem repetidamente negado que seus livros levam as crianças à bruxaria. Em uma entrevista à CNN em 1999, ela disse:
Eu absolutamente não escrevi esses livros para encorajar todas as crianças a fazeram bruxaria. Estou rindo um pouco, porque para mim, a ideia é absurda. Tenho reunido milhares de crianças e nem sequer uma vez uma delas veio até mim e disse, "Sra. Rowling, estou tão feliz por ter lido esses livros porque agora eu quero ser um bruxo."
Em uma entrevista no Donny & Marie Show, em 1999, Rowling disse que "Você tem todo o direito, é claro, como fazem todos os pais, e eu sou mãe, para decidir ao que a criança está exposta. Mas não tem o direito de decidir ao que todas as crianças do mundo estão. Então é assim que me sinto sobre isso".
"Praticantes da Wicca acham que eu sou uma bruxa" ela disse em uma entrevista à Entertainment Weekly em 2000. "Eu não sou". No mesmo ano, quando perguntada se era cristã pelo jornalista Max Wyman do Vancouver Sun, ela respondeu:
Sim, eu sou, o que parece ofender mais a  direita religosa do que se eu falasse que acho que não existe Deus. Toda vez que têm perguntado se eu acredito em Deus, tenho dito sim, porque acredito, mas ninguém nunca se aprofundou muito nisso, e tenho que dizer que não me agradaria, porque se eu falar muito livremente sobre isso, acho que o leitor inteligente, tenha 10 ou 60, será capaz de adivinhar o que vem nos livros.
Rowling disse que, para ela, o significado moral dos contos de fadas parece "enganosamente óbvio". A chave para ela era a escolha entre o que é certo e o que é fácil, "porque é assim que a tirania é iniciada, com as pessoas sendo apáticas e escolhendo o caminho fácil e de repente se encontrando em grandes problemas".
Rowling frequentava uma congregração da Igreja da Escócia enquanto escrevia Harry Potter e seu filha mais velha, Jessica, foi batizada nessa religião. "Eu vou à igreja por mim mesma", ela disse, "não tenho nenhuma responsabilidade sobre os extremistas religiosos da minha própria religião". "Pessoalmente", ela disse sobre sua religião "eu acho que se pode ver isso nos livros. Claro que Hogwarts é uma escola de várias religiões." Ela disse ter sido cuidadosa para não colocar nos livros um evidente caminho religioso, com receio de ser dada a uma fé proeminência sobre as outras.
"As pessoas subestimam tanto as crianças" disse quando perguntada sobre o polêmico documentário Harry Potter and Me em 2001. "Elas sabem que isso é ficção. Quando as pessoas estão discutindo um ponto de vista, não creio que a razão funcione muito bem. Mas ficaria surpresa se algum deles tivesse lido todos os livros".
Em 2007, Rowling descreveu seu fundo religioso em uma entrevista com o jornal holandês Volkskrant:
Eu era oficialmente educada na Igreja da Inglaterra, mas era realmente uma estranha na minha família. Nós não falávamos de religião na nossa casa. Meu pai não acreditava em nada, nem a minha irmã. Minha mãe ia visitar a igreja, mas principalmente durante o Natal. E eu era imensamente curiosa. Quando eu tinha 13, 14, fui à igreja sozinha. Achei muito interessante o que foi dito lá, e eu acreditei nele. Quando fui para a universidade, me tornei mais crítica. Fiquei mais irritada com a presunção das pessoas religiosas e fui para a igreja cada vez menos. Agora estou no ponto em que eu comecei: sim, eu acredito. E sim, eu vou à igreja. Uma igreja protestante aqui em Edimburgo. Meu marido também é protestante, mas ele vem de um grupo escocês muito rigoroso. Um dos que não podiam cantar e falar.
Em uma entrevista com a MTV depois da publicação do último livro, ela é citada dizendo que "para mim [as opiniões que os religiosos têm] sempre foram evidentes, mas eu nunca quis falar muito abertamente sobre isso porque pensei que poderia mostrar às pessoas que só queria que a história chegasse onde estamos".
Rowling tem ocasionalmente expressado ambivalência sobre sua fé religiosa. Em 2006, em uma entrevista para a revista Tatler, disse que "como Graham Greene, minha fé é, por vezes, sobre se a minha fé vai retornar. É importante para mim". No documentário britânico JK Rowling: A Year in the Life, quando perguntada se acreditava em Deus, ela disse: "Sim, eu luto com isso; mas não posso fingir que não tenho dúvidas sobre um monte de coisas e isso seria uma delas, mas eu diria que sim". Quando perguntada se acreditava em vida após a morte, respondeu que "sim, acho que acredito". Em 2008, uma entrevista com o jornal espanhol El Pais, Rowling disse, "Eu me sinto muito atraída por religião, mas, ao mesmo tempo, sinto-me com um monte de incertezas. Eu vivo em um estado de fluxo espiritual. Acredito na permanência da alma".

## Cristianismo nos livros
Enquanto muitos descrevem os livros como não ligados a uma ordem religiosa, muitos escritores, incluindo a própria Rowling, têm observado que os livros promovem ativamente a simbologia cristã e seus valores.

### Rowling e os Inklings
Vários escritores cristãos têm comparado Rowling, a um grupo que inclui CS Lewis, JRR Tolkien e Charles Williams, que exploraram temas e moralidade cristã no contexto de um fantasma, os Inklings. Dave Kopel, citando o livro de John Granger, mostra comparações entre o Rowling e Lewis, como o comum uso de símbolos cristãos, como leões, unicórnios e veados. "No clímax de A Câmara Secreta, Harry desce a um profundo submundo, é confrontado com duas criaturas satânicas (Voldemort e uma serpente gigante), é salvo de uma morte certa pelo sua fé em Dumbledore (o barbudo Deus, o Pai/Ancião), resgata a virgem (Virgínia [sic] Weasley) e sobe em triunfo". (Esta citação é anterior à revelação de Rowling de que o nome de Ginny/Gina Weasley é Ginevra, não Virgínia.)
Outros escritores cristãos acharam o tratamento de magia de Rowling menos aceitável do que os de Lewis e Tolkien. Em seu ensaio "Harry Potter vs Gandalf", Steven D. Greydanus observa que nas obras de Tolkien e Lewis, a magia limitou-se a reinos estrangeiros, com suas próprias leis, enquanto o de Rowling coexiste com o nosso; ele acha que isso é errado. "Lewis faz muitas coisas para tornar claro o quão perigoso e errado, incompatível com o cristianismo, é uma tentativa de magia em nosso mundo". John Andrew Murray similarmente comenta que Rowling retrata o trabalho da magia como uma força natural a ser manipulada, enquanto Lewis e Tolkien a retratam como um dom oferecido por um poder superior: "Apesar das semelhanças superficiais, os mundos de Rowling e Lewis são tão distantes como são o leste e o oeste. A obra de Rowling convida as crianças a um mundo onde feitiçaria é "neutra" e a autoridade é determinada unicamente pela inteligência da pessoa. Lewis convida os leitores a um mundo onde Deus não é só autoridade reconhecida, mas celebrada - um mundo que ressoa com sua bondade e atenção.
A atitude de Rowling com relação aos Inklings, e Lewis em particular, tem sofrido alterações. Em 1998, em uma de suas primeiras entrevistas, ela disse que tinha um amor para toda a vida por C. S. Lewis. "Mesmo agora, se eu estivesse em um quarto com um dos livros de Nárnia, iria buscá-lo e relê-lo". No entanto, em entrevistas posteriores ela expressa uma opinião diferente. "Eu adorava [os livros de Lewis] quando era uma criança", ela disse ao Sydney Morning Herald, em 2001, "Eu fui tão capturada que não pensei que C. S. Lewis era especialmente maçante. Lendo eles agora, eu descubro que a mensagem subliminar dele não é muito subliminar". Em uma entrevista para Lev Grossman, em 2005, ela disse, "Chega um ponto [no livro A Última Batalha, de Lewis] em que Susana, que era a garota mais velha, está perdida para Nárnia por que ficou interessada em batom. Ela se tornou anti-religiosa apenas por que encontrou o sexo. Tenho um grande problema com isso".
"Eu não me programei para converter ninguém ao cristianismo," ela disse à Time em 2007, "Eu não estava tentando fazer o que C. S. Lewis fez. É perfeitamente possível viver uma vida muito moral sem uma crença em Deus, e eu acho que é perfeitamente possível viver uma vida apimentada de maldades e acreditar em Deus".
No que diz respeito à Tolkien, Rowling disse em 2000: "Eu não tinha lido O Hobbit até o primeiro livro de de Harry está escrito, embora tenha lido O Senhor dos Anéis quando tinha dezenove. Acho que, pondo de lado o fato óbvio de que ambos utilizam mitos e lendas, as semelhanças são bastante superficiais. Tolkien criou toda uma nova mitologia, enquanto eu nunca afirmei ter feito isso. Por outro lado, acho que tenho piadas melhores".

### Parábolas cristãs emRelíquias da Morte
Uma número de comentadores têm atraído a atenção para os temas bíblicos e referências no último livro da série, Harry Potter e as Relíquias da Morte. Na edição de agosto de 2007 da Newsweek, Lisa Miller comentou que Harry morre e depois volta à vida para salvar a humanidade, como Cristo. Ela aponta o título do capítulo em que isso ocorre - "King's Cross" - uma possível alusão à cruz de Cristo. Além disso, ela descreve a cena em que Harry está temporariamente morto, salientando que Harry vai para um cenário como um céu, com uma figura paterna "cujos poderes sobrenaturais são acompanhados de uma profunda mensagem de amor". Miller argumenta que estes paralelos tornam difícil acreditar que a base das histórias é satânica. Existe também uma especulação feita pelo podcast do site The Leaky Cauldron, PotterCast, no episódio 115, intitulado "Those Deathly Hallows", de que as Relíquias são como paralelos da Santíssima Trindade; Harry aceita a morte como Jesus, os dois voltam da morte e derrotam o Diabo/mal. Jeffrey Weiss adicionou, no Dallas Morning News, que a citação bíblica "E o último inimigo que deve ser derrotado é a morte", mostrada nas lápides dos pais de Harry, refere-se a vitória de Cristo sobre a morte no fim do mundo. A citação no túmulo da família Dumbledore, "Onde estiver seu tesouro, aí estará também o seu coração", é de Mateus 6:21, e refere-se a saber que as coisas na vida são de valor real. "Eles são livros muito britânicos" Rowling revelou em uma conferência em Outubro de 2007, "Então é um registro muito prático que Harry tenha encontrado citações bíblicas em lápides, [mas] eu acho que essas duas citações que ele encontra nas lápides de Godric's Hollow em particular, ... quase resumem toda a série".
Relíquias da Morte começa com duas epígrafes, uma de William Penn, líder do Quaker, e outra de Ésquilo, de Coéforas. "Eu realmente gostei de escolher essas duas citações por que uma é pagã, é claro, e uma é de tradição cristã", ela disse. "Eu soube que seriam essas duas citações desde que 'Câmara' foi lançado. Eu sempre soube [que] se eu pudesse usá-las no início do livro sete eu teria dado a dica do final perfeitamente. Se elas eram relevantes, então eu fui para onde precisava ir. Elas apenas dizem tudo para mim, realmente dizem".
Raymond Keating também destaca vários temas cristãos em um artigo do Newsday, concluindo que "é possível ler O Senhor dos Anéis e Nárnia sem reconhecer os aspectos religiosos. Este é ainda mais o caso de Harry Potter. Mas os temas cristãos estão lá apesar de tudo". O comentador cristão Jerry Bowyer disse que "Muitos dos religiosos de direita não conseguem encontrar cristianismo nos livros de Potter por que sabem tão pouco sobre o cristianismo em si [...] Os próprios evangelhos, metáforas e os números da Lei e profetas, através dos últimos dois milênios de literatura cristã e arte são em grande parte desconhecidos dos grandes gavelas da cristandade americana".
Em sua avaliação da série, The Mystery of Harry Potter: A Catholic Family Guide, a autora Nancy Carpentier Brown escreveu:
Depois de enterrar os restos de Olho-Tonto Moody, Harry "marcou o local com uma pequena cruz, usando sua varinha". Agora, se fosse verdadeiramente Wicca, não teria colocado um  pentagrama? Quando Harry finalmente tem a oportunidade de enfrentar Voldemort (Tom Riddle), e eventualmente matá-lo, Harry interrompe e oferece uma chance a Voldemort, dizendo: "Mostre algum remorso". [...] Dar a uma pessoa a oportunidade de se redimir, para perceber seus próprios pecados, demonstrando remoso, mostra um tema cristão da história.

## A sexualidade de Dumbledore
Em 19 de outubro de 2007, Rowling deu um Q&A (Questions and Answers, Perguntas e Respostas) ao Carnegie Hall de Nova York. Quando perguntada por um fã se Alvo Dumbledore, "que acreditava no poder prevalecente do amor, nunca se apaixonou" ela replicou, "Minha sincera resposta para você... eu sempre pensei em Dumbledore como gay. Dumbledore se apaixonou por Gellert Grindelwald, o que foi adicionado ao seu horror quando Grindelwald mostrou quem era... Se apaixonar pode nos cegar... ele estava muito atraído por aquela pessoa brilhante, e horrivelmente, terrivelmente se decepcionou com ele". A notícia recebeu uma ovação do público. "Se eu soubesse que vocês ficariam tão felizes, teria anunciado isso anos atrás!" Rowling disse. Em outro Q&A, três dias mais tarde, em Toronto, ela respondeu a questões sobre Dumbledore, dizendo que ela tinha decidido sobre a sexualidade dele "desde muito cedo. Provavelmente antes do primeiro livro ser publicado", e que "É o que é. Ele é meu personagem, e como meu personagem, tenho o direito de saber o que sei sobre ele e dizer o que digo sobre ele".
Críticos critãos de Harry Potter e também da homossexualidade responderam explicitamente à revelação. "Minha primeira resposta foi, 'Obrigado, senhor'", disse o autor cristão Berit Kjos, "por que isso nos ajuda a mostrar aos outros que estes livros não podem ser usados nas igrejas para ilustrar cristianismo. Por que Dumbledore foi relevado como um homossexual, isso me ajuda a comunicar minha mensagem. Ajuda os cristãos que estão preocupados com a utilização dos livros de Harry Potter nas igrejas, porque deixa muito claro que estes livros não são destinados a ser cristãos, que Rowling não está falando como uma cristã. Ela introduziu valores que são contrários à mensagem bíblica". Laura Mallory reagiu à notícia dizendo à ABC dos EUA, "Minha oração é para que os pais acordem, que a forma sutil como isso é apresentado como fantasia inofensiva seja exposta pelo que realmente é: uma sutil doutrinação em valores anti-critãos [...] Um estilo de vida homossexual é prejudicial. Isto é comprovado, sob o ponto de vista médico". Linda Harvey, presidente do Mission America, uma instituição que "monitora tanto a agenda homossexual dirigida às crianças como o paganismo entre a juventude americana", perguntou, "Nós vamos permitir que as nossas crianças acreditem que seria perfeitamente apropriado para o diretor de uma escola ser homossexual? [...] Vamos encontrar formas de renomear a homossexualidade de algo diferente do 'abominação' com o qual é chamado nas Escrituras? Isso vai se tornar algo mais como um triste deficiência, uma que a 'malvada direita religiosa' persegue com propósitos desprezíveis?".
"É muito decepcionante que a autora tenha feito um dos personagens gay", disse Roberta Combs, presidente do Christian Coalition of America, "Não é um bom exemplo para as nossas crianças, que realmente gostam dos livros e filmes. Isso incentiva a homossexualidade". Em 27 de outubro de 2007, Pat Robertson, da Christian Broadcasting Network pediu que os livros fossem banidos.
Rowling comentou sobre a disputa em uma entrevista com a BBC, dizendo, "Eu penso que uma pessoa gay pode ser uma bússola moral? É um absurdo estarmos perguntando isso no século XXI. Os cristãos fundamentalistas nunca foram a minha base".
John Granger, em seu blog, publicou novamente as reações negativas de muitos cristãos: "A apresentação da mídia do evento enquanto a Sra. Rowling endossa a homossexualidade e uma agenda anti-fé está imediatamente no caderno da Rita Skeeter e uma parte da infinita campanha deles para convencer o público que a Sra. Rowling é a inimiga da inimiga deles, ou seja, a Igreja;
a angustiada e desiludida resposta de muitos leitores cristãos a esses relatórios também foi de acordo com a fórmula da Culture war e em harmonia com a hiper-estendida compreensão da palavra 'gay'. 'Dumbledore é gay' não torna o livro um convite à homossexualidade ou contrário à crença cristã ortodoxa mais do que 'A Pedra Filosofal' torna eles 'uma porta de entrada para o oculto'".
Uma série de comentadores argumentou que a alegação de Rowling não tem peso, como não há qualquer indicação em qualquer parte do romance da homossexualidade de Dumbledore. Sword of Gryffindor, um site cristão de Harry Potter que trata de temas teológicos nos livros, alegou em seu blog que "Esse pedaço de conhecimento não é apenas extra-textual, mas pode ser puramente 'não-canônico'. Não é apenas algo que nunca é explicado nos próprios livros, mas qualquer coisa subentendida precisa ter um trecho". "Sra. Rowling talvez pense em Dumbledore como gay," disse o colunista Edward Rothstein, do New York Times, "mas não há nenhuma razão para que mais ninguém o faça".

## Retratos na cultura popular
As críticas e alegações sobre satanismo e ocultismo das histórias de Harry Potter foram mostradas em um episódio de Os Simpsons. O personagem cristão da série, Ned Flanders aparece lendo histórias para seus filhos, onde termina de ler um livro infantil contando que "... e então Harry Potter e todos os seus amigos foram direto para o Inferno por praticar bruxaria!".